# Hemicordulia ogasawarensis
Hemicordulia ogasawarensis är en trollsländeart som beskrevs av Mamoru Oguma 1922. Hemicordulia ogasawarensis ingår i släktet Hemicordulia och familjen skimmertrollsländor. IUCN kategoriserar arten globalt som starkt hotad. Inga underarter finns listade i Catalogue of Life.